# Makkox
Makkox, pseudonimo di Marco Dambrosio (Formia, 30 agosto 1965), è un fumettista, disegnatore, vignettista e autore televisivo italiano.

## Biografia
Nato a Formia, ma cresciuto a Gaeta, Dambrosio viene "allevato" artisticamente da una zia professoressa di scenografia. Mentre lavora come grafico per la GDO, il 28 febbraio 2007 debutta sul web con il blog Canemucca, adattando le sue strisce in verticale per adeguarsi allo scorrimento delle pagine Internet. Ben presto riscuote successo ed inizia a collaborare con il quotidiano Liberazione, con il settimanale d'informazione Internazionale e con la Coniglio Editore, con la quale (oltre a comparire sulle riviste di fumetti Blue ed Animals) pubblica nel 2009 il suo primo libro a fumetti: Le [di]visioni imperfette.
Da maggio dell'anno 2010 pubblica con la Coniglio Editore una rivista mensile, Il Canemucco (The PaperShow); inizialmente ne erano previsti sei numeri, ma la pubblicazione si interrompe definitivamente dopo l'uscita del numero quattro. Dal mese di settembre 2010 pubblica una vignetta pressoché quotidiana, sul sito Il Post. Una raccolta delle migliori vignette viene stampata nell'ottobre 2011 dalla BAO Publishing con il titolo Post Coitum – Satire di un Tardo Impero. Sempre nel 2011 vengono pubblicate due raccolte di storie precedentemente uscite su rivista: Se muori siamo pari e Ladolescenza.
Dal 2013 al 2017 è ospite fisso nella trasmissione di Rai 3 Gazebo, di cui è anche autore. A partire dal 29 settembre 2017 partecipa ed è autore, assieme a Diego Bianchi, della trasmissione Propaganda Live. Collabora attualmente con L'Espresso, Il Foglio e Il Post. Nel 2020 pubblica con la casa editrice People fondata da Giuseppe Civati la sua autobiografia Nuove mappe del Paradiso.

## Televisione
- Gazebo (Rai 3, 2013-2017)
- Propaganda Live (LA7, dal 2017)

## Opere
- Makkox, Laura Scarpa (a cura di), Roberto Recchioni (prefazione di), Le [di]visioni imperfette, Roma, Coniglio Editore, 2009. ISBN 978-88-6063-221-0.
- Il Canemucco, numeri 1–4, Roma, Coniglio Editore, 2010–2011.
- Makkox, Ladolescenza, Milano, BAO Publishing, 2011. ISBN 978-88-6543-051-4.
- Makkox, Post Coitum – Satire di un Tardo Impero, Milano, BAO Publishing, 2011. ISBN 978-88-418-7135-5.
- Makkox, Se muori siamo pari, Milano, BAO Publishing, 2011. ISBN 978-88-6543-052-1.
- Gianpiero Caldarella (a cura di) et alii, Le rughe sulla frontiera – Lampedusa: restiamo umani!, Marsala, Navarra Editore, 2011. ISBN 978-88-95756-59-2.
- Makkox, The Full Monti, Milano, Rizzoli Lizard, 2012. ISBN 978-88-17-06250-3.
- Tommaso Cerno, Makkox (illustrato da), Inferno – La Commedia del potere, Milano, Rizzoli, 2013. ISBN 978-88-17-06602-0.
- Makkox, con Nicola Mirenzi, Nuove mappe del Paradiso - Milano, People s.r.l., 2020, ISBN 979-1280105257.